# Тисс, Брук
Брук Тисс-Дже́несси (англ. Brooke Theiss-Genesse; 23 октября 1969, Палос-Вердес, Калифорния, США) — американская актриса и певица.

## Карьера
Брук Тисс родилась в 1969 году в семье актёров Дика Тиса и Кэтлин Митчелл. Снимается в кино с 1988 года.
Также является певицей.

## Личная жизнь
С 18 июня 1994 года Брук замужем за актёром Брайаном Дженнеси (род.1964). У супругов есть двое детей — сын Митчелл Виктор Дженнеси (род. 15.07.1995) и дочь Обри Энн Дженнеси (род. 21.10.2008).
Тисс страдает дислексией.

## Избранная фильмография
| Год       |   | Русское название                        | Оригинальное название                         | Роль                        |
| --------- | - | --------------------------------------- | --------------------------------------------- | --------------------------- |
| 1988      | ф | Кошмар на улице Вязов 4: Повелитель сна | A Nightmare on Elm Street 4: The Dream Master | Дебби Стивенс               |
| 1992      | с | Блоссом                                 | Blossom                                       | Эллисон                     |
| 1993—1995 | с | Беверли-Хиллз, 90210                    | Beverly Hills, 90210                          | Лесли Самнер                |
| 2002      | ф | Дублёр                                  | The Alternate                                 | Мэри                        |
| 2004      | ф | Женщина-кошка                           | Catwoman                                      | женщина на колесе обозрения |